# یائسو

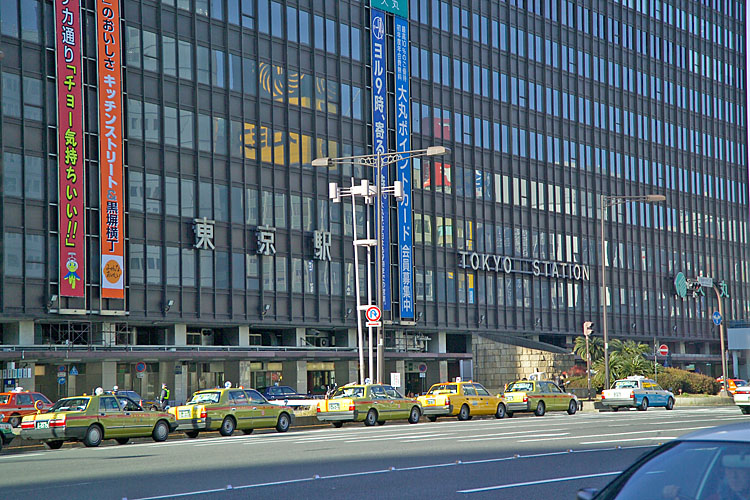
ایستگاه توکیو در سمت یائسو.

یائسو (به ژاپنی: (八重洲, Yaesu) یکی از محله‌های توکیو پایتخت ژاپن است که در منطقهٔ چوئو واقع شده‌است. در طرف شرق ایستگاه توکیو قرار دارد. این محله به ۲ محلهٔ کوچکتر تقسیم می‌شود.

## ایستگاه راه‌آهن
- ایستگاه توکیو